# Vodeano-Lorîne, Ielaneț
Vodeano-Lorîne (în ucraineană Водяно-Лорине) este localitatea de reședință a comunei Vodeano-Lorîne din raionul Ielaneț, regiunea Mîkolaiiv, Ucraina.

## Demografie
Componența lingvistică a localității Vodeano-Lorîne
     Ucraineană (97,44%)
     Română (1,18%)
     Alte limbi (1,18%)
Conform recensământului din 2001, majoritatea populației localității Vodeano-Lorîne era vorbitoare de ucraineană (97,44%), existând în minoritate și vorbitori de română (1,18%).